# Paul Chambers

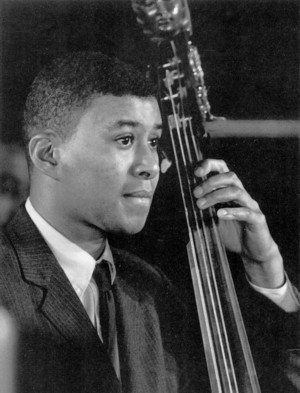
Paul Chambers

Paul Laurence Dunbar Chambers Jr. (* 22. April 1935 in Pittsburgh, Pennsylvania; † 4. Januar 1969 in New York) war ein amerikanischer Jazz-Bassist.

## Leben und Wirken
Paul Chambers, der anfänglich noch Baritonhorn und Tuba spielte, begann mit 14 Jahren Kontrabass zu spielen. Nach einem Umzug nach Detroit spielte er recht bald mit lokalen Musikern wie Thad Jones, Barry Harris oder Kenny Burrell zusammen. Mit Paul Quinichette kam er 1955 nach New York City, um dort in allen wichtigen Jazzclubs der Stadt zu spielen. Noch im selben Jahr wurde er von Miles Davis für dessen Quintett engagiert. Zu seinen besonders herausragenden Leistungen zählt das Mitwirken als Bassist auf Kind of Blue 1959. Er spielte bis 1963 in der Band von Davis, wirkte nebenher an Aufnahmen von John Coltrane, Cannonball Adderley, Sonny Rollins oder Kenny Dorham mit. Zudem nahm er Ende der 1950er Jahre unter eigenem Namen einige Alben für Blue Note und Vee Jay auf. 1956 wirkte er bei Quincy Jones’ Debütalbum This Is How I Feel About Jazz mit. In den Jahren 1964/1965 spielte er zusammen mit Wynton Kelly und Jimmy Cobb im Trio und machte u. a. Aufnahmen mit Wes Montgomery. Aufgrund seiner Heroinsucht verstarb er 1969 an Tuberkulose im Alter von knapp 34 Jahren.
Chambers war ein herausragender Bassist, ein Begleiter im Stil des Bebop, der handfeste Walking-Bass-Lines unter die Soli seiner Mitmusiker legte und ihnen damit die Sicherheit für ihre Improvisationen gab. Zudem setzte Chambers bei seinen Soli den Bogen gekonnt ein, was zu seiner Zeit äußerst selten war und ihn von seinen Kollegen abhob, welche die Saiten auch solistisch nur zupften. Auf dem Album Giant Steps von Coltrane, auf dem Chambers mitspielt, befindet sich ein Coltrane-Song namens Mr. P.C. Dieses ihm gewidmete Stück wird heute als Jazzstandard gesehen.
Im Laufe seines Lebens wurde Paul Chambers sowohl alkohol- als auch heroinabhängig. Ende 1968 wurde er mit einer vermeintlich schweren Grippe ins Krankenhaus eingeliefert, doch Tests ergaben, dass er an Tuberkulose erkrankt war. Als sich seine Organfunktionen verschlechterten, fiel Chambers für 18 Tage ins Koma. Es wird angenommen, dass seine Abhängigkeit von Heroin und Alkohol zu seinen gesundheitlichen Problemen beitrug. Am 4. Januar 1969 starb er im Alter von 33 Jahren an Tuberkulose.

## Diskographische Hinweise
- Whims of Chambers (Blue Note Records, 1956) mit Donald Byrd, John Coltrane, Horace Silver, Kenny Burrell
- Chambers Music (Jazz West, 1956) mit John Coltrane, Kenny Drew, Philly Joe Jones
- Paul Chambers Quintett (Blue Note, 1957) mit Donald Byrd, Clifford Jordan, Tommy Flanagan, Elvin Jones
- Bass on Top (Blue Note, 1957) mit Hank Jones, Kenny Burrell, Art Taylor
- Bud! The Amazing Bud Powell (Vol. 3) (Blue Note, 1957)
- Cool Struttin’ (Blue Note, 1958) mit Sonny Clark, Art Farmer
- We Three (New Jazz, 1958) mit Phineas Newborn und Roy Haynes
- Go (Vee Jay, 1959) mit Freddie Hubbard, Cannonball Adderley, Wynton Kelly, Jimmy Cobb
- Motor City Scene (Lonehill Jazz, 1959/60) mit Donald Byrd, Thad Jones, Billy Mitchell, Pepper Adams, Tommy Flanagan, Louis Hayes
- 1st Bassman (Vee-Jay, 1960) mit Tommy Turrentine, Curtis Fuller und Yusef Lateef